# Ian Marshall
Ian Paul Marshall (Liverpool, 20 marzo 1966) è un ex calciatore inglese, di ruolo attaccante o difensore.

## Palmarès

### Club

#### Competizioni nazionali
- Campionato inglese: 1

Everton: 1986-1987
- Campionato inglese di seconda divisione: 1

Oldham Athletic: 1990-1991
- Coppa di Lega inglese: 1

Leicester City: 1999-2000
- Charity Shield: 3

Everton: 1985, 1986, 1987
- Football League Trophy: 1

Blackpool: 2001-2002